# Felimida elegantula
Felimida elegantula (Philippi, 1844) è un mollusco nudibranco della famiglia Chromodorididae.

## Descrizione
Corpo di colore bianco, parzialmente azzurrognolo, caratterizzato da pois rossi, bordi del mantello bianco-gialli. Rinofori chiari lamellati, ciuffo branchiale dello stesso colore. Fino a 3 centimetri. Simile nella colorazione a Diaphorodoris papillata, in cui le macchie sono invece papille coniche in rilievo sul dorso.

## Distribuzione e habitat
Rarissimo, endemico del Mar Mediterraneo, su fondali duri a bassa profondità.